# 佐伯敏子 (反核運動家)
佐伯 敏子（さいき としこ、1919年〈大正8年〉12月24日 - 2017年〈平成29年〉10月3日）は、日本の反核運動家。
広島市への原子爆弾投下による被爆者の1人。広島平和記念公園内で被爆者たちの遺骨を供養する原爆供養塔の清掃活動のボランティアを長年にわたって続けていたことから「原爆供養塔の守り人」「ヒロシマの大母さん（おおかあさん）」とも呼ばれる。反核運動・平和運動のための被爆証言活動にも挺身しており、その証言内容は平和教育の題材として広く活用されている。旧姓は茂曾路（もそろ）。広島市安佐郡緑井村（現・安佐南区緑井）出身。

## 経歴

### 被爆から戦後
1919年（大正8年）12月24日、和紙作りを営む家に、兄2人と姉3人の下に四女として誕生した。1927年（昭和2年）には妹が誕生した。1939年（昭和14年）に結婚して佐伯姓となり、翌々年の1941年（昭和16年）に長男が誕生した。太平洋戦争の開戦後、1943年（昭和18年）に夫が中国へ出征した。後に佐伯は長男を広島市郊外の安佐郡伴村字大塚（後の広島市安佐南区）にある姉の嫁ぎ先に疎開させ、家庭の事情などで広島市白島九軒町にあった夫の自宅を離れ、広瀬元町の母の元で生活していた。
1945年（昭和20年）8月6日、佐伯は長男に逢うために姉の家を訪ねていた。同日、広島市に原子爆弾が投下。姉の家は爆心地から10キロメートル離れていたために佐伯は直撃を避けられたが、母と夫の家はいずれも爆心地近くであったため、被害に遭った家族や親族たちを捜して、まだ火の海となっている市内の爆心地を駆け回った。この際、まだ生存している重傷者たちが無傷の佐伯に助けを求めたが、家族を捜す佐伯は彼らを見捨てざるを得なく、大きな後悔を残すこととなった。また、市内を歩くには道を埋め尽くす多くの死没者たちの遺体を踏みつけるしかなく、このときの足の感触はその後も10年以上にわたって佐伯の心を苦しめることとなった。この40年後にも当時のことを「足が熱く、人の上を踏んで歩いた。人間としてやってはいけないことをした」と振り返っている。
日本国外にいた夫は被爆を免れたものの、直撃を受けた兄2人や妹はその後に佐伯の目の前で次々に変わり果てた姿で死去し、母は首だけの姿となって翌月に発見され、加えて夫の両親、義姉（長兄の妻）、甥と姪（長兄の次男と長女）、伯父2人、伯母、従兄弟、計13人を70日間で失った。この間、佐伯の家族・親族同士の間ですら、「病気がうつる」といって原爆症を発症した者に近づくのを嫌がったり、負傷者を一時的に別の家へ預けようとしても、「食い扶持が減る」と言って断られることがあり、佐伯は戦争や原爆が人間の体のみならず心をも傷つけることを見せつけられた。
佐伯自身も被爆直後に入市したことで、残存放射能で被曝（入市被曝）しており、一時的に体調不良に見舞われたものの、後に回復。終戦後の同1945年末に復員した夫、1947年（昭和22年）に誕生した次男たちと共に広島での生活を続けた。しかし、やがて入市被曝による原爆症が本格化した。歯がすべて抜け落ち、28歳にして総入れ歯となった。白血球減少にも見舞われ、体重は28キログラムにまで落ちた。当時はまだ被爆者健康手帳による医療扶助もなく、収入も少ないために通院治療も困難であった。1953年（昭和28年）には三男を身ごもり、医師の猛反対を押し切って出産した。しかし医師の危惧通り、出産で体力を消耗した佐伯は、体内の臓器のほとんどががんに侵された。卵巣摘出や胃切除の手術も受けた。後に三男は当時の母の病状を、「母の顔がお化けのようになった」と語っている。
1955年（昭和30年）には、自分の命が長くないと見て、子供たち宛ての遺書を書き遺した。原爆投下日の8月6日より執筆を始め、完成には3年の月日を要した。

### 原爆供養塔での奉仕活動

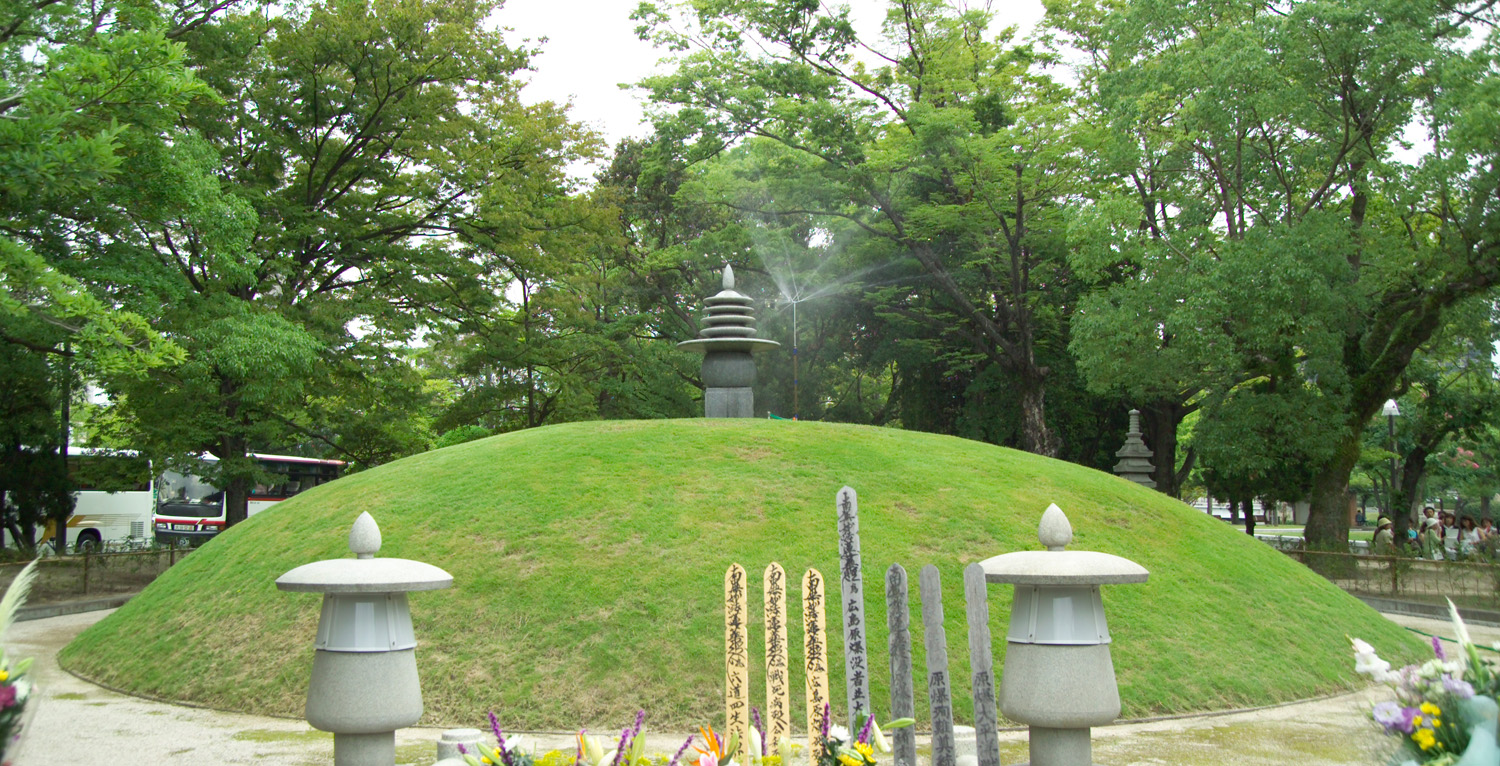
原爆供養塔

広島平和記念公園内で被爆による無縁仏を葬るための原爆供養塔が1955年に完成して間もない頃、同公園内の原爆死没者慰霊碑へは多くの拝礼者が訪れる一方、この原爆供養塔にはほとんど拝礼者がおらず、雑草が伸び荒れ放題であった。このことから佐伯は供養塔へ日参と、塔周辺の落ち葉拾い、草むしり、わずかに訪れた人々が生けた花の手入れなどの清掃活動を始めた。
母の残りの遺体や、まだ発見されていない親族の遺体がこの供養塔に眠っているかもしれないと考えたためでもあり、前述のように、かつての原爆投下直後、助けを求める多くの負傷者に何もできなかったことへの後悔、死没者たちへの謝罪、死没者たちの言葉があるならそれを聞き取りたいとの思い、「犠牲者の声なき声を伝えることが、あの日を知るものの務め」「犠牲者たちは肉親の迎えを待っている」と考えたことなども動機であった。
供養塔での清掃活動時の服装は、常に黒い喪服を着用した。毎月6日は被爆による死没者たちの月命日として、僧を呼んで供養塔の前で供養することを慣わしとし、8月5日の夜には供養塔のそばでろうそくを灯して通夜を勤めた。すでに息子たち宛ての遺書も完成しており、広島市内に訪れる場所もない佐伯は、長くないであろう自分の余生を、供養塔に眠る死没者たちの謝罪に費やそうと決心していた。
前述のようにすでに病気に侵された体でありながら、佐伯は自宅を発ち、バスで約1時間かけての日参を、ほぼ毎日続けた。誰から依頼されたわけでもない奉仕であったが、ほとんど毎日の日々を供養塔の清掃に費やしている佐伯を、市に雇われて給料を得ていると思っている者も多かったという。
1969年（昭和44年）、中国放送で原爆供養塔の遺骨の遺族捜しのラジオ番組が放送されており、その中で読み上げられた死没者の名前に夫の両親の名前があったことから、遺骨が供養塔に眠っていたことが判明した。これにより、佐伯らは無事、義父母の遺骨を引き取ることができた。この義父母の遺骨の引き取りを機に、供養塔のためにずっと家族を蔑ろにしてきた佐伯は、供養塔での奉仕をやめて家庭に戻ることを考えた。しかし三男から「自分の家族が見つかったからやめるのはおかしい」「この大切なことを誰から誉められなくても続けてきたのだから、やめてはいけない」と強く勧められ、その後も供養塔での奉仕を続けた。

#### 遺族の捜索
清掃活動を始めて約10年後の1970年（昭和45年）、供養塔地下の納骨堂を管理していた者が、佐伯を信頼して「供養塔の外だけでなく中も掃除してほしい」と堂の鍵を預け、佐伯は納骨堂への自由な出入りを許可されることになった。この納骨堂には、判明した死没者の氏名をまとめたノートが保管されていた。それらがまだ遺族に引き取られておらず、役所も多忙を理由としてその遺骨に何も対処していなかったことから、佐伯はそれらを遺族に引き渡すための活動を独力で開始した。佐伯の義父母と同様に、遺骨を遺族に引き渡すことが可能かもしれないと考えてのことだった。
このノートは外に持ち出すことができなかったため、まず薄暗い堂内で、懐中電灯の灯りだけを頼りに半年がかりで全8冊のノートに転写した。ノートに記載された手がかりは名前と被爆した町名などのわずかなものだったが、佐伯はこれのみを頼りに、古い地図を持ち出して該当の住所を1軒1軒訪ねたり、電話帳をめくりつつ市内の同じ姓の家庭に片っ端から電話を続けたりして遺族を捜し、遺骨の所在をつきとめていった。佐伯はこうした作業についてはまったくの素人であり、決して楽な作業ではなかった。
周囲の人々からは気味悪がられて遠ざけられ、何の得にもならないことと言って笑われることもあり、役所へ行けば変人扱いされて、多忙な職員たちの冷たい視線を浴びた。それでも、一介の主婦である佐伯のこの活動のみで、わずか半年で10人の遺骨が遺族に引き取られた。1973年（昭和48年）に納骨堂内にテレビカメラが入ったときには、カメラに向かって「○○さん! 住所はどこですか」と死没者の名前を訴え、偶然にもこの放送が遺族のもとに届き、遺骨が引き取られることもあった。遺族たちのもとへ足を運ぶための交通費は夫が負担し、普段から病気がちの母に代って家事を引き受ける子供たちの助力もあった。
やがて、佐伯により遺骨を引き取ることができた遺族が市の怠慢ぶりを責めたり、新聞記事で「市が行なうべきことを佐伯が独力でこなしている」と市を批難する記事が報じられたことで、1975年（昭和50年）、広島市が重い腰を上げ、納骨名簿を広島県内の全市町村に発送し、役場の掲示板で掲示を開始した。こうして佐伯の行動が市を動かしたことで多くの遺骨が遺族に引き取られ、約7万の遺骨の内、1955年時点で身元の判明していた約2,500の遺骨は、この1975年のみで約1,500人分にまで減る結果となった。市の活動開始と共に佐伯は納骨堂の鍵を市に返却したが、供養塔の外側の清掃はその後も続けていた。
なお前述のように病気に侵されて満身創痍のはずだった佐伯だが、この活動の頃には不思議なことに、病院の世話になることが一切なくなっていた。精神的な解放や癒しは、時に奇跡的に病気の進行を止めることがあるといわれていることから、佐伯の場合もそうした奇跡的なものとも見られている。

### 被爆証言活動
やがて戦後の復興と共に、次第に広島の被爆の形跡の風化が始まった。原爆供養塔でも1967年（昭和42年）頃に「原爆納骨安置所」と書かれた木碑が撤去されたり、供養塔入口にあった「安置所」の文字がペンキで塗りつぶされた。佐伯は広島の被爆の形跡が忘れ去られることを憂い、被爆の形跡を後世に遺すための行動として、前述の自著の遺書をまとめてノートに転写し、平和運動中とされる市内の40以上の学校、各団体へ郵送し始めた。その数は100冊近くに昇った。
当初の各団体の反応は薄く、広島市内の小学校ですらまったく返信がなかったが、それでも佐伯はノートを送り続けた。やがてこれが、原爆文献を通じて平和運動に取り組む市民団体「原爆文献を読む会」の目に触れ、この佐伯のノートを再編集したものが自費出版誌『十三人の死をみつめて』(NCID BB06084172)として1972年（昭和47年）に発行された。なお同会の主要メンバーの1人である鵜沼禮子が最初に東京から広島の佐伯のもとへ会いに行った際、台風による交通機関のトラブルで到着が深夜になったが、鵜沼が佐伯宅に着くと、真っ暗な中、傘を差した佐伯が家の前で待ち続けており、その後も寝る間を惜しんで鵜沼に被爆体験を語り続けたという。
『十三人の死をみつめて』が多くの人々の目に触れたことで、佐伯のもとへ話を聞きに訪れる人々が増加した。同和教育の副読本で佐伯の被爆体験を取り上げる小学校もあった。「原爆文献を読む会」の拠点が東京にあったことで、東京から広島行きの修学旅行も増えることとなった。
これ以降の佐伯の出番は、語り部として飛躍的に増えた。それまでは供養塔を訪れた人々に尋ねられたときのみ被爆体験を話していたが、修学旅行生や観光客たちが佐伯の話を聞きに訪れるようになり、佐伯は彼らを相手に戦中の被爆体験、戦争の悲惨さ、平和の大切さを、学生たちや人々に語り続けた。「若い人たちに戦争をかっこいいものと勘違いされたら困る」との思いも、その動機の一つであった。「広島の原点は原爆供養塔にある」といって、場所は主に供養塔のそばであり、相手の人数が多くてもマイクを用いず肉声で話していた。証言相手が少ない頃には、広島市内の慰霊碑について手書きで解説した書き物を全員に手渡すなど、心のこもった対応を心がけた。教員や生徒らと親交が深まり、佐伯に会うため供養塔へ来る学校もあった。
学校の講演に呼ばれたときにも「365日、喪に服している」といって、黒の喪服姿で講演を行なった。「広島の中心は原爆慰霊碑ではなく、本来は遺骨がある原爆供養塔」「誇張せず、事実のみを語り伝えることがヒロシマの風化を防ぐ」「広島の復興が続いても、死没者たちは歳をとらず当時のままだから、ヒロシマに歳はない」「美しく生まれ変わっても、ヒロシマは死者の町」が常に佐伯の信条であった。被爆地である広島に「風化」という言葉は使わせない、被爆者の遺骨を納める大事な場所といって原爆供養塔ではなく「原爆納骨安置所」と呼ぶ、死者の眠る土地だからといって「広島平和記念公園」の名を避けて「地獄公園」と呼ぶ、などの拘りもあった。
1980年（昭和55年）に大阪府の松原市立布忍小学校が修学旅行で佐伯のもとを訪れた際、同校の音楽教諭・中島智子によれば、佐伯は「体験を誇張して語る被爆者もいる」「作り話にしてはいけない」「真実を話さなければならない」といって、自室の壁面はすべて本棚で、床から天井に至るまで原爆関係の資料がびっしりと詰まっていたという。
この頃の佐伯は毎日のように、供養塔で清掃活動を行なっているか、修学旅行生たちに語っているか、次の旅行生たちを待ってベンチに掛けているかのどれかであったため、1970年代末には、誰かが佐伯の居所を尋ねれば「原爆供養塔に行けば必ず逢える」と答が返ることが定番となった。
自分は1人の被爆者に過ぎないといい、被爆者団体や政治組織などにも関与しなかった。いわば「一匹狼」であり、地元での被爆者同士の対立や思想的な対立とも無縁であった。かつて「一億玉砕」をスローガンに日本中が一丸となった挙句、自分の大切な家族や親族が大勢失われたにもかかわらず、国家やマスコミなど誰からも謝罪されなかったことから、二度と組織に与せず、自分で見て考えて、自分の言葉で行動するとの覚悟からだった。このため、周囲から「つき合いが悪い」と言われることもあった。後述するジャーナリストの堀川惠子によると、佐伯はどの被爆団体にも属さず、自分の目で見て、自分の頭で考え、自分の言葉で語る覚悟があったのだという。

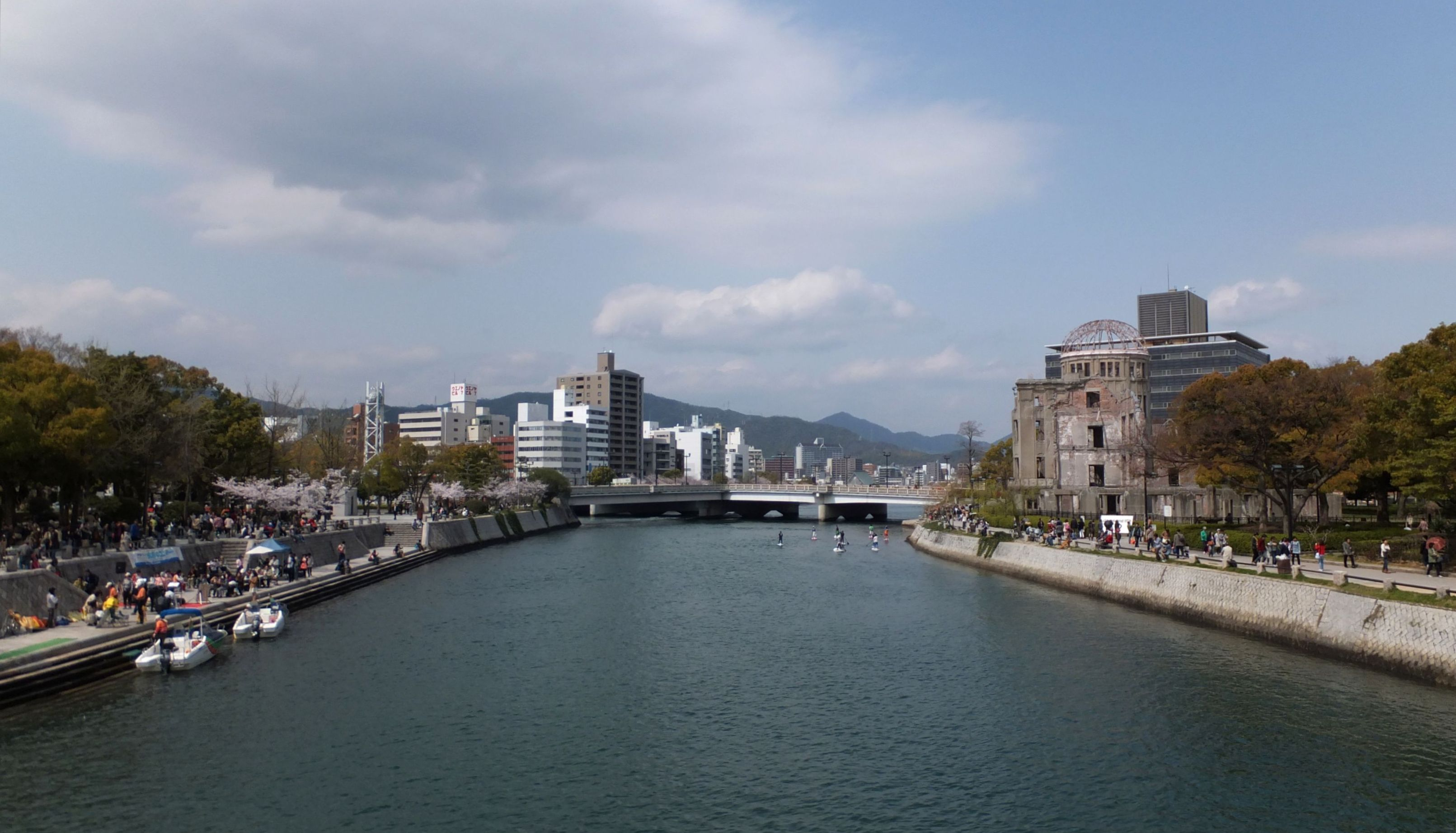
元安川

証言活動のほか、1977年（昭和52年）頃から元安川で被爆瓦（被爆時の熱線で焼けただれた瓦）を拾う活動が各学校で広まった際には、教師や児童、生徒たちと一緒に取り組んだ。1981年（昭和56年）にはこの元安川で学生服のボタンを見つけ、被爆の熱線に焼かれて川へ逃げ込んだであろう学生たちを想ってボタンを集め、川に供養の祠を築きもした。
1988年（昭和63年）、常に佐伯の体を気遣っていた夫が死去した。1990年代に入ると、体調の悪化から入退院を繰り返す身となった。「今の内にできる限りのことをしておきたい」と、被爆証言活動の回数を増やし、1日に7回の語りをこなす日もあった。親交のあった平和運動家の江口保が無理をしないよう諭しても「少し証言を少なくすると、それだけ長生きが保証できますか」と言って閉口させたという。疲れて声が掠れても、「命あるかぎり、ものいわぬ死者に代って被爆の実相を語り続けたい」と、常備薬である漢方の水薬で喉を潤しながら話し続けた。
約20年間にわたる被爆証言活動の末、子供時代に佐伯の話を聞いた者が、後に教員や報道関係者となって原爆問題に取り組んでいる、との報告も寄せられた。佐伯の証言に影響を受けて広島での平和運動を始める者も現れる、高知市立第四小学校での人権・平和集会で、生徒たちが佐伯の話をもとにした劇「ヒロシマに歳はないんよ」を演じる、前述の布忍小学校の教諭が佐伯の証言をもとにした歌を作詞作曲する、といった反響もあった。1994年（平成6年）にこの布忍小学校の生徒たちと佐伯との交流会が開催された際には、生徒たちが佐伯の被爆証言に涙し、その感想や自分たちの体験を次々に発言し、予定時間を1時間過ぎても発言を続けていた。大阪の小・中学校では1円募金が行なわれ、1996年（平成8年）には14万円、1998年（平成10年）には18万円の寄付があり、死没者の供養と平和運動のために活用された。
佐伯の家族の証言によれば、佐伯のもとに郵送された感想文や文集は、自室の書棚にはとても入りきらず、2015年（平成27年）時点での量はトラック約6台分にもなったという。佐伯はそれを読むのが大きな喜びだった。

### 晩年
1998年（平成10年）に脳梗塞を発症した。外出が困難になった上、発声も不自由になり、原爆供養塔への日参や語り部としての活動を終えることとなった。その後は自宅療養を続けつつ、自宅を訪ねる人々に被爆体験を語り続けた。その証言内容を録音しようと、学生や教師ら、多くの人々が家を訪れており、その被爆体験は平和教育の教材としても広く活用されている。
2005年（平成17年）、約40年間の原爆供養塔の清掃奉仕活動、約20年間の被爆体験証言を評価され、広島市民に夢や希望を与えた人や団体を表彰する「広島市民賞」を受賞した。
2016年（平成28年）時点では歩行不能に加えて両目の視力も失っており、広島市東区の介護老人保健施設に入所し、寝たきりの生活を送っていた。その後も「人間が作ったもので、人間が殺されていく。そんなばかなことは私たちだけでもう終わってもらいたい。広島が知りたかったら、供養塔にお参りください。死者たちの言葉を聞きにおいでください。それが、私の願いです」とベッドの上で訴えており、佐伯の活動をもとにした書籍や舞台（後述）に共感した人々が依然、施設の佐伯の部屋を訪れ続けていた。メディアの取材にも応じており、翌2017年（平成29年）7月のNHKの取材に対しては「人間が作って人間を殺す爆弾なんてもう私たちだけで終わってもらいたいと願っております」と言葉を寄せていた。
同2017年9月下旬に、体調不良から広島市内の病院に入院した。堀川惠子が見舞った際には、すでに会話が不可能な状態だったという。同年10月3日未明、心不全のため広島市内の病院で、満97歳で死去した。
広島市では原爆供養塔の遺骨のうち、氏名が判明して遺族不明の遺骨を「原爆供養塔納骨名簿」として毎年7月に公表しており、その内容は佐伯が供養塔の納骨堂で独力で書き取ったノートをもとに作られている。広島平和記念公園では、佐伯に倣った主婦たちがボランティアで原爆供養塔の清掃活動や慰霊碑のガイドを行なっている（2016年時点）。

## 関連作品、メディア
1984年（昭和59年）、反核ドキュメント映画『生きるための証言 - いま、ヒロシマから』が製作され、佐伯が語り部として被爆体験を語る場面が収録された。
テレビでは、佐伯の活動が1985年（昭和60年）にはNHK総合テレビジョン『おはようジャーナル』内の企画「戦争を知っていますか? 子どもたちへのメッセージ」で、1997年（平成9年）には朝日テレビ系列のドキュメンタリー番組『またあいましょう』、2016年にはテレビ朝日『報道ステーション』で取り上げられた。
絵本作家の西村繁男は、佐伯との出逢いをきっかけとし、1995年（平成7年）に絵本『絵で読む広島の原爆』を描いた。1980年代には大半を完成させていたものの、佐伯が現地での取材を勧めたことから、一時的に広島に移住して徹底した取材を行い、15年を経て完成に至った。文章は、『ズッコケ三人組』などで知られる児童文学作家の那須正幹が担当した。那須は20代の頃に佐伯と出逢っており、「広島のことは僕自身の宿題になっていた」と語っている。2008年（平成20年）にはこの絵本の原画展が広島市中区の県民文化センター、広島平和記念資料館で開催された。
2000年（平成12年）には、佐伯と交流を続けた元公務員・寺西郁雄が、2年前に病気に倒れた佐伯から、佐伯の半生を語る朗読劇という形式でその活動を引き継いだ。『広島に歳はないんよ』の題で、寺西ら4人による「伝の会」により、2018年（平成30年）までに19回上演されている。
2001年（平成13年）には寺西が、佐伯から教わった被爆体験を佐伯に代って伝えるべく、佐伯の半生をもとにした朗読劇『広島の大母（おおかあ）』を完成させた。同年より大阪のアマチュア劇団員らより、広島市や関西の学校や公民館などで上演されて原爆の悲惨さを伝え、観客たちの涙を誘った。毎年8月5日には原爆供養塔の前でも上演されている。
2015年（平成27年）には佐伯の半生と原爆供養塔を綴った『原爆供養塔 忘れられた遺骨の70年』（堀川惠子著）が刊行され、同年の第15回石橋湛山記念早稲田ジャーナリズム大賞で草の根民主主義部門の大賞、2016年の第47回大宅壮一ノンフィクション賞（書籍部門）、日本記者クラブの2016年度日本記者クラブ賞・特別賞を受賞した。
原爆劇の創作に取り組む広島市立舟入高等学校の演劇部は、2017年（平成29年）に、佐伯の半生を綴った演劇『またあいましょう』を完成させた。同年10月の初演を始め、2019年（令和元年）8月の広島被爆74年の式典でも上演された。
2022年（令和4年）8月には、佐伯と親交のあった広島県立広島観音高等学校教員の中川幹朗が代表を務める市民団体「ヒロシマ・フィールドワーク実行委員会」より、佐伯の追悼集『原爆納骨安置所を守り続けて 佐伯敏子さんの証言』が刊行された（自費出版）。過去の出版物に掲載された証言の再録や、活動の初期を伝える貴重な写真、知人への手紙、被爆後の惨状を描いた絵などから、佐伯の生涯を網羅できる内容となっており、佐伯の遺した証言や詩、短歌、活動を通じて出会った人々との逸話、交友のあった文学者たちから寄せられた追悼の言葉なども収録されている。

## 評価
前述の江口保は、語り部として活動していた頃の佐伯の証言内容を、以下のように評価している。
また、江口が初めて佐伯のもとを訪ねた際には、佐伯は中国新聞の記事の切り抜きを掲げて、涙を流して歓迎した。その記事は江口が1976年（昭和51年）に手掛けた広島修学旅行の記事であり、佐伯はその記事で江口を知って以来、江口との出逢いを待ち続けていたのだという。その経緯を知った江口は「私はまず、そのことに驚き、そして圧倒されました。（略）佐伯さんの思いには熱いものを感じましたし、今も感じています」と述べている。
「原爆文献を読む会」の鵜沼禮子が、佐伯の被爆体験を聞いた際の感想は、『原爆供養塔 忘れられた遺骨の70年』において以下のように述べられている。
前述の松原市立布忍小学校の教諭・中島智子は、修学旅行で佐伯が生徒たちに被爆証言をした際の感想を、以下の通り語っている。
『原爆供養塔 忘れられた遺骨の70年』の著者の堀川惠子が、老人保健施設へ入所後の佐伯に取材した際は、佐伯は車椅子の乗り降りにも介助が必要なほど体が不自由になっているにもかかわらず、原爆供養塔のことを語り始めると別人のように力強く語り始めたといい、堀川は「小さな身体から、絞り出すようにして発せられる声。佐伯さんの語りは、途切れなく続く。身体の自由が奪われた分、その感性と信念はますます研ぎ澄まされているように思える」「供養塔のことを話し始めた途端、内にあるエネルギーがあふれたようだった。それは死者がないがしろにされている怒りなんだよね」「取材を進め、供養塔に眠る遺骨の遺族捜しに奔走した人生を知れば知るほど、佐伯さんの言葉は重みが増していった」と語っている。没後には、核兵器廃絶の取り組みが政治的運動の側面を帯びていると指摘した上で、「そういうものを乗り越えた世界で、ひとりで活動するのは大変だったと思うが、本当の意味で『死者』と向き合ってきたのだと思う」と悼んだ。
佐伯に倣って供養塔の清掃を行う主婦の1人は、脳梗塞に倒れた後の佐伯が、屈伸運動や読経などのリハビリに励んでいたことから、「驚くほど努力していた。証言に復帰した後も『子供たちの顔を見たいから』と1時間立ち通し。『これをしなくては』という強い思いがある人だった」と語っており、没後には「若い世代にヒロシマを伝えてほしいという思いが強かった」と振り返った。